# Ashley Spencer

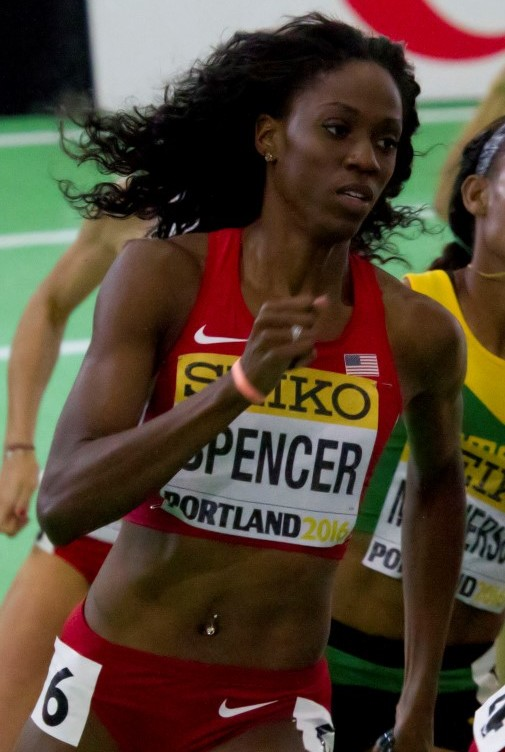
Ashley Spencer

Ashley Spencer (Indianápolis, 8 de junho de 1993) é uma velocista norte-americana, campeã mundial e medalhista olímpica nos 400 m c/ barreiras.
Ashley Spencer competiu na Rio 2016, conquistando a medalha de bronze nos 400m com barreiras.